# Juan Antonio Orenga
Juan Antonio Orenga Forcada (* 29. Juli 1966 in Castellón de la Plana) ist ein spanischer Basketballtrainer und ehemaliger Spieler.

## Laufbahn

### Spieler
Juan Antonio Orenga begann seine Laufbahn in der Jugend von Real Madrid. Bei den „Königlichen“ feierte er in der Saison 1983/84 sein Debüt in der ersten Mannschaft und gewann in dieser Spielzeit auch die Meisterschaft. Von 1984 bis 1988 spielte er für die kleineren Madrider Klubs CB Collado Villalba und CD Caja Madrid, bevor er im Sommer 1988 von CB Estudiantes verpflichtet wurde. In der Saison 1990/91 erreichte er mit seinem Team das Finale um den spanischen Pokal, scheiterte dort jedoch am FC Barcelona. Für seine guten individuellen Leistungen wurde er zum MVP des Turniers ernannt. In der Saison 1991/92 schließlich konnte Orenga mit seinem Klub den Pokal durch ein 61:56 gegen CAI Zaragoza gewinnen und erreichte in jener Saison auch das Final-Four des Europapokals der Landesmeister.
Zur Saison 1996/97 kehrte Orenga zu seinem Jugendklub Real Madrid zurück und gewann in seinem ersten Jahr durch ein 78:64 gegen Mash Verona den Eurocup.
Nach zwei Spielzeiten bei den „Königlichen“, wechselte Juan Antonio Orenga zu Unicaja Málaga, wo er 1999/2000 das Endspiel im Korać-Cup erreichte. Seine Mannschaft unterlag dort jedoch Limoges CSP.
Im Jahr 2000 wechselte er zu Cáceres CB, wo er während der Saison 2002/03 schließlich seine Karriere beendete.

#### Nationalmannschaft
Juan Antonio Orenga nahm als Junior mit Spanien an der U-16-Europameisterschaft 1983 in Tübingen teil, wo sein Team erst im Endspiel an Jugoslawien scheiterte. Sein erstes Spiel für die A-Nationalmannschaft feierte er am 24. November 1988 gegen die Schweiz. Bei der Basketball-Europameisterschaft 1991 gewann er mit Spanien die Bronzemedaille. Er war Teil des Kaders für die Olympischen Spiele 1992, für die Weltmeisterschaften 1994 und 1998 sowie für die Europameisterschaften 1993, 1995 und 1997, ein weiterer Podiumsplatz gelang ihm aber nicht. Insgesamt brachte er es auf 128 Einsätze im spanischen Nationalteam.

### Trainer
Juan Antonio Orengas erste Station als Cheftrainer war sein Ex-Klub CB Estudiantes, den er in der Saison 2005/06 betreute. Bereits im Januar wurde er jedoch aufgrund von Erfolglosigkeit entlassen. Danach wechselte Orenga in den Trainerstab des Spanischen Verbandes, wo er als Coach diverser Juniorennationalmannschaften Erfolge feiern konnte. So gewann er mit der U-20 die Silbermedaille 2007, Bronze 2010 und schließlich Gold 2011. Die spanische U-19 betreute er bei der WM-2009 und mit der U-18 gewann er im Jahr 2012 das prestigeträchtige Albert-Schweitzer-Turnier. Zudem wirkte er von 2008 bis 2012 als Assistenzcoach der A-Nationalmannschaft, bevor er am 28. November 2012 den Posten des Nationaltrainers übernahm.

## Erfolge
Spieler
- Europapokal der Pokalsieger: 1996/97 (mit Real Madrid)
- Spanischer Pokal: 1991/92 (mit CB Estudiantes)
- Basketball-Europameisterschaft 1991: Bronze (mit Spanien)
- MVP des spanischen Pokals 1990/91 (mit CB Estudiantes)
- Spanische Meisterschaft: 1983/84 (mit Real Madrid)
- U-16-Europameisterschaft 1983: Silber (mit Spanien)

Trainer
- Albert-Schweitzer-Turnier 2012: Gold (mit Spanien)
- U-20-Europameisterschaft 2011: Gold (mit Spanien)
- U-20-Europameisterschaft 2010: Bronze (mit Spanien)
- U-20-Europameisterschaft 2007: Silber (mit Spanien)